# Маркиз Норманби
Маркиз Норманби (англ. Marquess of Normanby) — наследственный титул, созданный дважды в британской истории (1694 год — Пэрство Англии, 1838 год — Пэрство Соединённого королевства).

## История
Впервые титул маркиза Норманби был создан 10 мая 1694 года для Джона Шеффилда, 3-го графа Малгрейва (1648—1721). Он был известным политиком от партии тори позднего периода Стюартов, занимал посты лорда-камергера (1685—1689), лорда-хранителя Малой печати (1702—1705), лорда-стюарда (1710—1711) и лорда-председателя Совета (1711—1714). В 1703 году для маркиза Норманби был создан титул герцога Бекингема и Норманби. В 1735 году после смерти его младшего сына от третьего брака, Эдмунда Шеффилда, 2-го герцога Бекингема и Норманби (1716—1735), титул прервался.
25 июня 1838 года титул маркиза Норманби в системе Пэрства Соединённого королевства был воссоздан для Константина Генри Фиппса, 2-го графа Малгрейва (1797—1863). Он был известным политиком, занимал должности губернатора Ямайки (1832—1834), лорда-хранителя Малой печати (1834), лорда-лейтенанта Ирландии (1835—1839), министра по военным и колониальным делам (1839), министра внутренних дел Великобритании (1839—1841). Его прадед, Уильям Фиппс (1698—1729), был женат с 1718 года на леди Кэтрин Аннесли (1657—1717), дочери и наследнице Джеймса Аннесли, 3-го графа Англси (1670—1702), и леди Кэтрин Дарнли (1681—1743), внебрачной дочери короля Якова II Стюарта от его любовницы Кэтрин Седли, графини Дорчестер. Леди Кэтрин Дарнли с 1705 года была женой Джона Шеффилда, 1-го герцога Бекингема и Норманби (1648—1721).
В 1863 году после смерти Константина Фиппса ему наследовал его сын, Джордж Огастес Константин Фиппс, 2-й маркиз Норманби (1819—1890). Он был либеральным политиком, занимал посты контролера королевского двора, казначей королевского двора, лорда-в-ожидании, капитана почётного корпуса джентльменов, губернатора Новой Шотландии (1858—1863), Квинсленда (1871—1874), Новой Зеландии (1847—1879) и Виктории (1879—1884). Его внук, Освальд Константин Джон Фиппс, 4-й маркиз Норманби (1912—1994), занимал пост лорда в ожидании в 1945 году, а также служил лордом-лейтенантом Северного Райдинга Йоркшира (1965—1974) и Северного Йоркшира (1974—1987).
По состоянию на 2025 год обладателем титула маркиза являлся его старший сын, Константин Эдмунд Уолтер Фиппс, 5-й маркиз Норманби (род. 1954), наследовавший своему отцу в 1994 году. 5-й маркиз Норманби заседал в Палате лордов до принятия акта о пэрах в 1999 году, когда он потерял своё место в Палате лордов.

## Маркизы Норманби, первая креация (1694)
- 1694—1721: Джон Шеффилд, 1-й герцог Бекингем и Норманби (7 апреля 1648 — 24 февраля 1721), единственный сын Эдмунда Шеффилда, 2-го графа Малгрейва (1611—1658)
  - Джон Шеффилд, маркиз Норманби (26 сентября 1710 — 16 декабря 1710), старший сын предыдущего от третьего брака
  - Роберт Шеффилд, маркиз Норманби (11 декабря 1711 — 1 февраля 1714), младший брат предыдущего
- 1721—1735: Эдмунд Шеффилд, 2-й герцог Бекингем и Норманби (11 января 1716 — 30 октября 1735), младший (третий) сын Джона Шеффилда, 1-го герцога Бекингема и Норманби, от третьего брака.

## Бароны Малгрейв, первая креация (1767)
- 1767—1775: Константин Фиппс, 1-й барон Малгрейв (август 1722 — 13 сентября 1775), единственный сын Уильяма Фиппса (1698—1729/1730) и леди Кэтрин Аннесли (1657—1717)
- 1775—1792: Константин Джон Фиппс, 2-й барон Малгрейв (30 мая 1744 — 10 октября 1792), старший сын предыдущего, также барон Малгрейв (1790—1792)
- 1792—1831: Генри Фиппс, 3-й барон Малгрейв (14 февраля 1755 — 7 апреля 1831), третий сын 1-го барона Малгрейва, граф Малгрейв с 1812 года.

## Графы Малгрейв, вторая креация (1812)
- 1812—1831: Генри Фиппс, 1-й граф Малгрейв (14 февраля 1755 — 7 апреля 1831), третий сын 1-го барона Малгрейва
- 1831—1863: Константин Генри Фиппс, 2-й граф Малгрейв (15 мая 1797 — 28 июля 1863), старший сын предыдущего, маркиз Норманби с 1838 года.

## Маркизы Норманби, вторая креация (1838)
- 1838—1863: Константин Генри Фиппс, 1-й маркиз Норманби (15 мая 1797 — 28 июля 1863), старший сын Генри Фипса, 1-го графа Малгрейва
- 1863—1890: Джордж Огастес Константин Фиппс, 2-й маркиз Норманби (23 июля 1819 — 3 апреля 1890), сын предыдущего
- 1890—1932: Преподобный Константин Чарльз Генри Фиппс, 3-й маркиз Норманби (29 августа 1846 — 25 августа 1932), старший сын предыдущего
- 1932—1994: Освальд Константин Джон Фиппс, 4-й маркиз Норманби (29 июля 1912 — 30 января 1994), единственный сын предыдущего
- 1994 — настоящее время: Константин Уолтер Эдмунд Фиппс, 5-й маркиз Норманби (род. 24 февраля 1954), старший сын предыдущего
  - Наследник: Джон Сэмюэл Константин Фиппс, граф Малгрейв (род. 26 ноября 1994), старший сын предыдущего.